# داراب بشت كوهي (مقاطعة فسا)
داراب بشت كوهي (بالإنجليزية: Tolombeh-ye Darab-e Posht Kuhi)‏ هي human-geographic territorial entity تقع في فارس في إيران. يقدر عدد سكانها بـ 106 نسمة .